# 디윈턴땃쥐
디윈턴땃쥐(Chodsigoa hypsibius)는 땃쥐과에 속하는 포유류의 일종이다. 중국의 고유종이다.